# Castronno
Castronno é uma comuna italiana da região da Lombardia, província de Varese, com cerca de 4.801 habitantes. Estende-se por uma área de 3,74 km², tendo uma densidade populacional de 1283 hab/km². Faz fronteira com Albizzate, Brunello, Caronno Varesino, Morazzone, Sumirago.

## Demografia
| Variação demográfica do município entre 1861 e 2011                               |
|                                                                                   |
| Fonte: Istituto Nazionale di Statistica (ISTAT) - Elaboração gráfica da Wikipedia |